# Pine Lawn
Pine Lawn – miasto w Stanach Zjednoczonych, w stanie Missouri, w hrabstwie St. Louis.